# Konrad Bercovici
Konrad Bercovici (1882–1961) fue un escritor judío-estadounidense de origen rumano.

## Biografía
Nacido en Rumanía en una familia judía en 1882, Konrad Bercovici creció en la ciudad de Galaţi. Su familia era políglota, y enseñó a sus hijos griego, rumano, francés y alemán que crecieron en contacto con griegos, rumanos, turcos, rusos y judíos y rumanos. De acuerdo con su autobiografía, tuvo especial contacto con los rumanos porque su padre comerciaba con caballos que procedían del norte del país. La familia permaneció en Rumanía hasta que su padre falleció a causa de graves heridas causadas por un ataque antisemita cuando Konrad tenía once años de edad.
Después de la muerte de su padre, la familia emigró a París. Bercovici asistió a la Université Populaire donde cursó estudios para ser organista. En París conoció a la que más tarde se convertiría en su esposa, la escultora Naomi Librescu. Juntos emigraron a los EE. UU. Tras una estadía en Montreal, Canadá, la familia se estableció en el Lower East Side, Manhattan, New York City. Para ganarse la vida, Bercovici trabajó en tiendas de dulces, dio lecciones de piano y tocó el órgano en el famoso Nickelodeon. Había iniciado su carrera como escritor en un diario judío de Montreal, pero empezó a ganar fama cuando publicó su primer libro en inglés, Crimes of Charity, con una introducción de John Reed, en la que se exponía, de forma novelada, la controversia de las prácticas privadas aparentemente relacionadas con la caridad en la ciudad de Nueva York.  
Bercovici continuó escribiendo artículos periodísticos a lo largo de sus carrera, pero fue reconocido gracias a su ficción literaria, en la que exploraba el mundo de los emigrantes rumanos y sus temáticas. Historias como "Ghitza," y "The Bear Tamer's Daughter" consagraron a Bercovici como el más brillante de sus contemporáneos emigrantes en la década de 1920, cuando fue incluido en la lista de los World's Best Short Fiction. Una vez su carrera como autor despegó, Bercovici frecuentó el Hotel Algonquin.  En esta época, él y su mujer Naomi se hicieron buenos amigos de Paul Robeson y de su esposa Eslanda Goode Robeson.

## Retrato de Little Spain
Su éxito como escritor permitió a Bercovici realizar viajes gracias a los cuales pudo escribir análisis literarios sobre las minorías emigrantes en los Estados Unidos. En su obra "Around the world in New York" ubica un capítulo titulado "Spain", el cual está dedicado a la zona española de Manhattan, entonces ubicada en el oeste de Chelsea y el West Village, conocida como Little Spain. Este documento literario es uno de los más valiosos que se conservan sobre el hoy desaparecido barrio español de Nueva York. Bercovici también viajó a Europa donde se relacionó con los círculos de famosos escritores de la Lost Generation como F. Scott Fitzgerald y Ernest Hemingway.

## Temática y cine
Continuó escribiendo libros sobre biografías, viajes y ficción También colaboró asiduamente con artículos para Harper's. 
Las historias de Bercovici generaron interés en Hollywood donde trabajó como guionista durante varios años. Fue allí donde hizo amistad con Charlie Chaplin, Mary Pickford, y Douglas Fairbanks.

## Bercovici contra Chaplin
El gran éxito de Chaplin El gran dictador (1940) fue objeto de una demanda por plagio (Bercovici contra Chaplin) en 1947 contra Chaplin. El caso fue cerrado cuando Chaplin aceptó pagar a Bercovici 95,000 dólares estadounidenses de la época. En su autobiografía, Chaplin insistió en que él había sido el único escritor del guion de la célebre parodia, pero añadiendo que había llegado a un acuerdo con Bercovici porque su imagen pública podía quedar dañada en los EE. UU. Viéndose ante la presión de la demanda, decidió llegar a un acuerdo sin saber cómo podría acabar semejante situación.